# Satyrus megalomma
Satyrus megalomma är en fjärilsart som beskrevs av Hermann Stauder 1921. Satyrus megalomma ingår i släktet Satyrus och familjen praktfjärilar. Inga underarter finns listade.